# Radobica
Radobica (em húngaro: Radóc) é um município da Eslováquia, situado no distrito de Prievidza, na região de Trenčín. Tem 11,45 km² de área e sua população em 2018 foi estimada em 530 habitantes.

## Demografia
| Ano:        | 1994 | 2004   | 2014   | 2024   |
| ----------- | ---- | ------ | ------ | ------ |
| Broj ljudi: | 621  | 566    | 555    | 574    |
| Razlika:    |      | -8,85% | -1,94% | +3,42% |

| Ano:               | 2023 | 2024   |
| ------------------ | ---- | ------ |
| Número de pessoas: | 580  | 574    |
| Diferença:         |      | -1,03% |